# SAP Center
Het SAP Center in San Jose (oorspronkelijk bekend als San Jose Arena) is een overdekte arena in San Jose in de Amerikaanse staat Californië. De hoofdhuurder is de San Jose Sharks van de National Hockey League, waarvoor de arena de bijnaam 'The Shark Tank' heeft verdiend. Het is ook de thuisbasis van de San Jose Barracuda van de American Hockey League.
De arena wordt ook gebruikt voor grootschalige concerten.